# ايثيل رايبولد
كانت إثيل هارييت رايبولد (حاصلة على البكالوريوس، والماجستير، ومواليد 31 يوليو 1899) أول محاضرة للرياضيات في جامعة كوينزلاند ودرست في الجامعة من 1928 إلى 1955. كانت واحدة من أكثر المتبرعين سخاءً في الجامعة حيث تركت للجامعة ما يقرب من مليون دولار عند وفاتها لصالح الزمالات الداعمة والجوائز والمرافق التعليمية.

## التعليم
ولدت إثيل هارييت رايبولد في 31 يوليو 1899 في بريسبان، كوينزلاند. نشأت في <a href="./%D8%A8%D8%A7%D8%AF%D9%8A%D9%86%D8%AC%D8%AA%D9%88%D9%86" rel="mw:WikiLink" data-linkid="undefined" data-cx="{&amp;quot;userAdded&amp;quot;:true,&amp;quot;adapted&amp;quot;:true}">بادينجتون</a> ، بريزبين حيث كانت طالبة في مدرسة بيتري تيراس الحكومية، لاحظت مديرة المدرسة ذكاءها وتفانيها في دراستها وتم تعيينها كمدرس تلميذ في سن 14، بينما أكملت دراستها الثانوية. عملت كمدرس مساعد في دراسات العلوم المحلية في مدرسة كانجارو بوينت (بنات)، ومدرسة مندوبيررا الحكومية، ومدرسة روكهامبتون الثانوية، ومدرسة العلوم المحلية الثانوية، ومدرسة بوليمبا الحكومية، والكلية التقنية المركزية (الآن QUT). كانت تحضر دروسًا ليلية في الكلية التقنية المركزية، تدرس الفيزياء، بينما تدرس العلوم المحلية في الكلية خلال النهار.
في عام 1921، فازت رايبولد بمنحة مدرس بجامعة كوينزلاند. أنهت درجة البكالوريوس في الرياضيات بدوام جزئي أثناء تدريسها للعلوم المحلية، وانقطعت لمدة عام عن واجباتها التدريسية للحصول على مرتبة الشرف الأولى في الرياضيات عام 1927  حصلت على الميدالية الذهبية للجامعة عام 1927، وكانت عاشر شخص تحصل عليها.

## الحياة المهنية
في عام 1928، تم إعارة رايبولد إلى جامعة كوينزلاند من قبل قسم التعليم العام، كمحاضر مؤقت في الرياضيات البحتة. في عام 1931، تم تعيينها محاضرة دائمة في القسم، وهي واحدة من النساء القليلات اللواتي كن يعملن بهذه الصفة في جامعة كوينزلاند. حصلت على درجة الماجستير في عام 1931 بأطروحة في الرياضيات عن «المتحول عبر الحدود ودلالته في التحليل». من عام 1937 إلى عام 1939، أنهت الدراسات عليا في جامعة كولومبيا  ثم عادت إلى الجامعة كمحاضرة ثم محاضرة أولى فيما بعد من 1951 إلى 1955. تقاعدت عام 1955 
توفيت رايبولد عام 1987 وتركت ممتلكاتها لجامعة كوينزلاند.

## الإرث
تأسس صندوق ايثيل هارييت رايبولد في الجامعة عام 1988. تم توفير منحتين من المال - زمالة تعليم رايبولد وزمالة زائر رايبولد. توفر الزمالات فرصة للأشخاص للعمل في قسم الرياضيات بالجامعة ولتطوير مشروع يدعم الرياضيات الثانوية العليا. كما تُمنح جائزة باسمها.
تم بناء مسرح محاضرات رايبولد مع جزء من التركة وافتتح في عام 1990. ذهب جزء آخر من التركة إلى مكتبة دوروثي هيل للهندسة والعلوم التي تقع بجوار مسرح المحاضرات.